# José Giovanni
Pour les articles homonymes, voir Giovanni et Damiani.
Œuvres principales
Le Trou (1957)
José Giovanni est un écrivain, scénariste, dialoguiste et réalisateur français (ayant acquis également la nationalité suisse en 1986), né le 22 juin 1923 à Paris et mort le 24 avril 2004 à Lausanne (Suisse).
Condamné à mort en 1948 pour extorsion de fonds et complicité d'assassinat, il est gracié puis libéré de prison en 1956 après onze ans d'incarcération. Encouragé par son avocat Stephen Hecquet, il se lance dans l'écriture. Son premier livre, Le Trou, récit de sa tentative d'évasion de la prison de la Santé en 1947, est rapidement publié en 1957 par Gallimard, qui prend une option sur dix autres romans. Dans les années qui suivent, il devient un auteur de référence de la Série noire, en y publiant notamment Le Deuxième Souffle et Classe tous risques, qui deviendront des classiques de la littérature policière. Au total, Giovanni a publié vingt et un romans ainsi que des mémoires. Pour composer ses intrigues policières, il puise principalement dans son expérience personnelle ou s'inspire de personnages ayant réellement existé et qu'il a croisés en prison — comme Abel Danos, ou Auguste Méla. Ses romans sont portés à l'écran par des metteurs en scène prestigieux dont Jacques Becker, Claude Sautet et Jean-Pierre Melville, qui font appel à lui pour l'adaptation. En 1966, il se lance dans la mise en scène avec La Loi du survivant, adaptation d'une partie de son roman Les Aventuriers. dix-neuf autres films et téléfilms suivront jusqu'en 2001. Dans ses films aussi bien que dans ses romans, il dépeint la pègre et sa mythologie : amitié virile et code d'honneur, fidélité et trahison, vendetta et vengeance. Au travers de certains de ses films (Un aller simple, Deux Hommes dans la ville), il milite également contre la peine de mort.
José Giovanni n'a jamais fait mystère de son passé carcéral ni de sa condamnation à mort. En 1993, une agence de presse suisse a rappelé les faits de collaboration pour lesquels il avait été également condamné.

## Biographie

### Origines et jeunesse
José Giovanni naît sous le nom de Joseph Antoine Roger Damiani le 22 juin 1923 au no 63 de la rue Galilée dans le 8e arrondissement de Paris,, de parents aisés, d'origine corse, Barthélemy Damiani et Émilie Santolini. Ses parents possèdent deux grands hôtels à Paris, l'Élysée Star et le Normandy, dont l'un a servi à l'installation d'un tripot clandestin : son père encourt plusieurs condamnations dont une à un an de prison pour « escroquerie et tenue de maison de jeux » le 19 décembre 1932 par la cour d'appel de Paris.
Le jeune Joseph Damiani entreprend un parcours d'études au collège Stanislas et au lycée Janson-de-Sailly.
Les condamnations du père laissent la famille Damiani ruinée : elle s'installe en 1939 à Marseille et par la suite tient un hôtel à Chamonix. Là, Joseph se découvre une passion pour la montagne. En 1942, il s'inscrit à la faculté libre de droit d'Aix-en-Provence mais il est défaillant aux examens de juin 1942 et mai 1943.

### L'Occupation
En avril 1943, âgé de 19 ans, Joseph Damiani rejoint à Chamonix le chantier de Jeunesse et montagne (créé par l'Armée de l'air du gouvernement de Vichy en parallèle des chantiers de jeunesse), qu'il quitte en septembre. À Marseille, sa mère le présente à Simon Sabiani, ancien maire de la ville et secrétaire général de la Légion des volontaires français contre le bolchevisme. Celui-ci le fait adhérer au Parti populaire français (PPF), ce qui lui permet d'échapper au Service du travail obligatoire (STO). Il y reste de la mi-mars jusqu'à fin mai 1944. Dans le cadre de ses activités au sein du Schutzkorps (Comité pour la paix sociale, officine dirigée par un Allemand et dont les membres sont chargés de porter les « ordres de mutation » aux jeunes hommes requis pour le STO), il participe le 7 avril à l’arrestation d'un jeune réfractaire au STO : Damiani et son « chef » le malfaiteur Jean Coll, neveu de Paul Carbone, l'arrêtent et négocient un pot-de-vin contre l'exemption du STO. L'affaire ayant été rapportée à la police n'aura pas de suite. Trois autres hommes expliqueront avoir également eu affaire à Coll et Damiani après leur arrestation; deux d'entre eux seront contraints de partir en Allemagne,. 
Pour ces faits, Damiani sera inculpé d'« atteinte à la sécurité extérieure de l’État » par la cour de justice de Marseille, alors qu'il est déjà incarcéré à la prison de la Santé dans l'attente de son procès pour le meurtre de Haïm Cohen et des frères Peugeot. Il sera condamné le 20 juillet 1946 à vingt ans de travaux forcés et à l'indignité nationale, « pour avoir en temps de guerre, entretenu des intelligences avec l'Allemagne ou ses agents ». 
Fin mai 1944, après un bombardement américain, Joseph Damiani quitte Marseille et se réfugie chez l’une de ses sœurs, à Nantes. Il rejoint ensuite un "maquis" dirigé par un jeune malfaiteur nommé Edouard Dirand, qui opère en Mayenne et en Ille-et-Vilaine et se livre à des vols et à des extorsions sous couvert de résistance. Les activités de cette bande prendront fin en juillet 1944 et donneront lieu à l'ouverture d'une instruction en 1948; celle-ci n'entrainera aucune condamnation.
À Lyon, début août 1944, il est mis en cause dans une affaire de vol et d'extorsion contre des négociants en soierie juifs. Se présentant comme membres de la police allemande Damiani et son complice Nicolaï Alexandre Raineroff (dit « Orloff ») se seraient emparés d'une grosse somme d'argent, de bijoux et de vêtements. Il sera condamné pour ces faits à dix ans de prison par le tribunal correctionnel le 23 mai 1949. Damiani a toujours nié sa participation à ce vol. Dans sa biographie, Gilles Antonowicz évoque la possibilité que son frère Paul « Barthy » soit le vrai coupable de ce méfait.
Joseph Damiani se retrouve à Nantes en novembre 1944. Il se met à la disposition du commandement du service de renseignement de la poche de Saint Nazaire auprès de l'état-major de l'armée de l'Atlantique. Volontaire pour des missions dangereuses, il traverse à plusieurs reprises les lignes de la poche de Saint-Nazaire pour trouver des points d'infiltration. Il est arrêté par les Allemands, qui le relâchent au bout de quelques semaines. Selon d'autres sources, il se serait évadé fin décembre 1944.

### Le triple meurtre de Suresnes
Le 18 mai 1945, Joseph et Paul Damiani accompagnés de Paul Ménassole et Georges Accad se présentant comme membres de la Sécurité militaire se rendent dans le bureau de Haïm Cohen, représentant en vins, rue de Gramont. Au prétexte de l'interroger sur ses rapports avec les Allemands sous l'occupation, ils l'enlèvent et le séquestrent dans une villa près de Suresnes. Leur victime est contrainte de leur remettre son argent, les clefs de son coffre-fort et un chèque au porteur de 105 000 francs. La nuit suivante, l'un d'entre eux — selon Gilles Antonowicz, il s'agit de Ménassole — abat Cohen d'une balle dans la tête. Après quoi la bande transporte le cadavre jusqu'au pont de Sèvres et le jette à l'eau. Il sera identifié le 5 juin suivant.
Le 31 mai, les mêmes enlèvent les frères Jules et Roger Peugeot, industriels à Maisons-Alfort, et les conduisent dans la villa de Suresnes. Après les avoir torturés et s'être fait remettre 125 pièces d'or, ils les abattent puis les enterrent dans une forêt près du Chesnay. Joseph Damiani est gravement blessé, s'étant lui-même tiré une balle dans la jambe au cours de la séquestration.
Les quatre hommes sont arrêtés quinze jours plus tard. Ménassole tire sur les policiers avant de se suicider. Jacqueline Bonsergent, l'amie d'Accad qui a signalé les frères Peugeot à la bande, est interpellée également. Paul Damiani s'évade de la prison de la Santé en décembre 1945. Le 17 juin 1946, il est abattu par un patron de bar qu'il voulait apparemment racketter.
Le procès a lieu les 9 et 10 juillet 1948. Un article du Monde du 12 juillet présente ainsi les accusés : « Les deux jeunes bandits Damiani et Accad, que jugent en ce moment les assises de la Seine, n'ont vraiment pas l'envergure de leurs crimes : ils sont minables, étriqués, falots. On ne les imagine pas facilement enlevant un homme sous couleur de l'amener « au å (sic) D.G.E.R., renfermant dans la cave d'une villa louée tout exprès sans doute, lui faisant signer chèques et ordres de paiement, enfin, l'ayant tué, se débarrassant du corps dans la Seine. Et puis recommençant deux fois « l'opération », comme ils disent. »
Dans le dossier de la cour de justice de Marseille comme dans celui de la cour d'assises de Paris figure un rapport de police sur la moralité de Damiani, qui conclut : « Il est permis de dire qu'on se trouve en présence d'un individu extrêmement nuisible à la société et qui, avant d'être assassin, a été traître à la cause de son pays et [a] commis des actes relevant du plus pur gangstérisme. »
Joseph Damiani et Georges Accad sont condamnés à mort le 10 juillet 1948. Jacqueline Bonsergent est condamnée à dix ans de réclusion.
« Le 14 novembre 1951, Damiani obtient la réduction de sa peine à vingt ans de travaux forcés. Enfin, après les remises de peine régulières, le président René Coty remet le reste des travaux forcés le 30 novembre 1956 et Joseph Damiani sort libre de la maison centrale de Melun le 4 décembre 1956, à l'âge de 33 ans, après onze ans et demi de détention. »
En 1983, il sollicite sa réhabilitation judiciaire auprès de la chambre d'accusation de la cour d'appel de Paris. Au vu de la qualité de sa réinsertion et de l'amendement dont il a fait preuve, José Giovanni est réhabilité le 11 janvier 1984.

### Retour sur son passé criminel
José Giovanni obtient la nationalité suisse en 1986.
En 1993, la presse suisse revient sur son passé. Le 14 octobre 1993, les quotidiens Tribune de Genève et 24 Heures de Lausanne, faisant suite à l'enquête de l'agence de presse suisse BRRI de Roger de Diesbach, accusent le cinéaste et romancier d'avoir collaboré avec les nazis et la Milice française pendant la guerre. Diesbach n'a pas accepté que José Giovanni ait été sollicité pour réaliser un film documentaire sur le général Henri Guisan, commandant en chef de l'armée suisse, célèbre pour avoir prononcé le 25 juillet 1940 un discours proclamant sa volonté de défendre le territoire helvétique jusqu'à la mort.
Giovanni dément avec vigueur ces accusations, faisant valoir son « casier judiciaire vierge », sa « carte de la Résistance française ». Giovanni explique que sa condamnation à mort sanctionnait des faits de droit commun et non de collaboration. « Oui, j'ai été en prison plusieurs fois pendant un bon nombre d'années. Ça a commencé par une histoire de Résistance, et après ça s'est prolongé par des histoires de droit commun ». De ses condamnations pour collaboration, il ne parlera jamais et il annonce son intention de porter plainte pour diffamation sans donner suite. Finalement il déclare : « J'ai payé. J'ai droit au pardon et à l'oubli »,.
Dans son film Mon père, il m'a sauvé la vie, sorti sur les écrans en 2001, il revient avec franchise sur les affaires de racket et le triple meurtre auquel il a été mêlé et qui lui ont valu sa condamnation à mort. Il fait porter l'essentiel de la responsabilité de ces méfaits à son oncle Paul Santolini, dit « Santos », chef de bande qui échappa à la justice et finit ses jours tranquillement en Espagne.
En juillet 2013, neuf ans après sa mort, l'historien et éditeur Franck Lhomeau publie dans la revue Temps Noir une synthèse des différentes affaires ayant valu ses condamnations à José Giovanni, ainsi qu'un entretien avec Bertrand Tavernier, qui fut son attaché de presse et son ami. En 2024, l'écrivain et historien Gilles Antonowicz publie José Giovanni, histoire d'une rédemption, qui revient notamment sur son passé criminel et s'efforce de replacer les faits dans leur contexte historique.

## José Giovanni écrivain et cinéaste

### L'écrivain
Damiani avait tenu son journal pendant son séjour dans le couloir de la mort dans l'attente de la décision de la Cour de cassation puis celle de la grâce présidentielle. Les  vingt pages du journal ont été mises en ligne intégralement par Jean-Claude Vimont. Grâce à son avocat, Stephen Hecquet, ce Journal d'un condamné à mort, signé « X », a été publié en juin 1952 dans les deuxièmes cahiers de Positions, édité par Le Soleil noir. Le temps des assassins, sous le titre Huit mois face à la tombe, journal d’un condamné à mort, faisait partie d'un ensemble sur la question du bien-fondé de la peine de mort et du droit de juger, avec des contributions de Jean Cau, Jean Cocteau, Joseph Delteil, Julien Gracq, Jean Paulhan, Benjamin Péret et Stephen Hecquet, qui était aussi l'ami de Roger Nimier « et fut certainement à l’origine de la carrière littéraire de José Giovanni ».
Selon Jean-Claude Vimont, ce journal est « un précieux témoignage sur la matérialité du régime des condamnés à mort en cette fin des années quarante. Ils sont isolés dans une cellule individuelle sous la surveillance de gardiens installés dans un corridor contigu, par delà des grilles aux cellules. Ce dispositif est propre à la prison de la Santé, dans le quartier haut, et diffère du corridor de la haute surveillance de Fresnes où sont regroupés les condamnés à mort pour faits de collaboration. La séparation ne signifie pas l’absence de contacts entre les détenus : « j’ai fabriqué un jeu d’échecs : je joue avec O…, mon compagnon de misère, placé en face de moi. Nous sommes séparés par un gardien installé dans un étroit couloir ». En juillet 1948, les condamnés à mort sont au nombre de cinq à la Santé. »
À sa sortie de prison, sur les conseils de son avocat, Damiani écrit sous le nom de « José Giovanni » son premier roman, Le Trou, qui raconte sa tentative d'évasion. Hecquet fait lire le manuscrit à son ami Roger Nimier, qui le fait lire à Albert Camus, lequel demande à rencontrer Giovanni et lui passe commande pour dix romans. « Giovanni en donnera quatre dès la première année », dont Le Trou, publié hors collection chez Gallimard en 1957.
En 1958, Marcel Duhamel fait entrer José Giovanni à la Série noire, où il se fait remarquer avec plusieurs romans qui seront pour la plupart portés à l'écran.
Il est considéré comme « l'évadé du crime » par Philippe Berté le 14 octobre  2011 dans Les Lettres françaises : « L’auteur, dont le parcours atypique a permis de révéler au grand public son expérience, évoque dans trois romans noirs successifs la condition d’un homme fuyant la justice au prix de nombreux crimes et assassinats qui jalonnent le reste de ses jours. » Cet auteur prolifique compte « une vingtaine de romans, une quinzaine de scénarios pour le grand écran et une vingtaine de films réalisés », parmi lesquels « trois chefs-d’œuvre du roman noir hautement réalistes […] qui constituent un témoignage unique sur le milieu, ses codes, sa hiérarchie, et qui fournissent une analyse approfondie de la situation d’aliénation dans laquelle se trouve un criminel évadé ». Philippe Berté considère que « Giovanni s’est en quelque sorte soigné du crime en écrivant, ce qui lui valut la carrière qu’on lui connaît. Il évacue probablement grâce à ces trois romans le parcours qu’il aurait pu suivre s’il s’était évadé de la Santé de 1947. »

### De la littérature au cinéma
Ses romans noirs, qui ont connu un grand succès, ont presque tous été adaptés à l'écran, ce qui a amené Giovanni à  se tourner vers le cinéma. Le cinéaste Jacques Becker s’est intéressé en 1947 à un article de journal relatant la tentative d’évasion de la prison de la Santé et il a envisagé d'en faire un film. En 1958, à la lecture du premier roman de Giovanni, Becker reprend son projet et l'engage comme conseiller technique et co-scénariste pour la réalisation de son film Le Trou, avec Philippe Leroy-Beaulieu, Marc Michel et des non professionnels, dont Michel Constantin et Jean Keraudy. Becker présente Giovanni à Claude Sautet pour lequel il écrit les dialogues de Classe tous risques, dont les vedettes sont Lino Ventura et Jean-Paul Belmondo. Les deux films sortiront en 1960. Giovanni est également chargé des dialogues de L'Excommunié, adapté au cinéma sous le titre Un nommé La Rocca par Jean Becker, avec Jean-Paul Belmondo en 1961.
Spécialiste des flics, des voyous et de l'univers carcéral, il contribue à l'écriture de scénarios, dont plusieurs sont mis en scène par Jacques Deray (Rififi à Tokyo, Avec la peau des autres, L'Homme de Marrakech, Symphonie pour un massacre). En 1969, Henri Verneuil fera appel à lui pour l'aider à adapter le roman d'Auguste Le Breton, Le Clan des Siciliens.
C'est le début d'une carrière cinématographique très longue au cours de laquelle il sera tour à tour adaptateur, scénariste et dialoguiste, ce qui l'amène à réduire son activité d'écrivain. En 1967, José Giovanni devient metteur en scène en portant à l'écran une partie de son roman Les Aventuriers sous le titre La Loi du survivant. Adaptés de ses romans par Jean-Pierre Melville, Robert Enrico et lui-même, Le Deuxième Souffle, Les Grandes Gueules, Les Aventuriers, La Scoumoune, Le Gitan obtiennent de grands succès publics. Il porte également à l'écran des scénarios originaux dont il est l'auteur (Deux Hommes dans la ville, Comme un boomerang, Les Loups entre eux, Une robe noire pour un tueur) ou adapte des romans d'auteurs anglo-saxons (Le Rapace, Dernier Domicile connu). Alain Delon, Jean-Paul Belmondo, Lino Ventura, Rufus seront ses acteurs de prédilection. José Giovanni est considéré comme l'un des symboles du cinéma grand public des années 1970 et 1980.
En 1995, il revient à l'écriture et consacre à la mémoire de son père un roman autobiographique, Il avait dans le cœur des jardins introuvables. Il l'adapte en 2001 au cinéma avec Bruno Cremer sous le titre Mon père, il m'a sauvé la vie, qui sera son dernier film. Le livre a été accueilli avec respect par la critique littéraire, y compris Bertrand Tavernier, dont l'action en faveur de sa transposition sur grand écran est évoquée sur Allociné.
José Giovanni a été un adversaire acharné de la peine de mort. Huit mois face à la tombe, journal d'un condamné à mort est un témoignage sur les conditions matérielles du régime des condamnés. Il évoque le cas d'un malfaiteur qui attend son exécution dans Un aller simple. Deux Hommes dans la ville est un plaidoyer contre la peine capitale.
De 1968 à sa mort, il a vécu en Suisse, aux Marécottes, village valaisan situé non loin de Chamonix. Il est décédé le 22 avril 2004 à Lausanne d'une hémorragie cérébrale.

## Œuvres
José Giovanni a écrit vingt-deux romans, deux livres de souvenirs (Il avait dans le cœur des jardins introuvables et Mes grandes gueules), trente-trois scénarios et a réalisé seize films et quatre téléfilms.

### Romans
Publications aux éditions Gallimard
- 1957 : Le Trou (adapté au cinéma par Jacques Becker en 1960)
- 1958 : Le Deuxième Souffle (adapté au cinéma par Jean-Pierre Melville en 1966 et par Alain Corneau en 2007) no 414 d.l. 1er trim. 1958
- 1958 : Classe tous risques (adapté au cinéma par Claude Sautet en 1960) no 428 d.l. 2e trim. 1958
- 1958 : L'Excommunié (adapté au cinéma par Jean Becker en 1961 sous le titre Un nommé La Rocca et par lui-même en 1972 sous le titre La Scoumoune) no 452 d.l. 3e trim. 1958
- 1959 : Histoire de fou (adapté au cinéma par lui-même en 1975 sous le titre Le Gitan) no 475 d.l. 1er trim. 1959
- 1960 : Les Aventuriers (première partie adaptée au cinéma par Robert Enrico en 1967 avec le titre original et la seconde partie du roman par lui-même la même année sous le titre La Loi du survivant)
- 1962 : Le Haut-Fer (adapté au cinéma par Robert Enrico en 1965 sous le titre Les Grandes Gueules)
- 1964 : Ho ! (adapté au cinéma par Robert Enrico en 1968) no 842 d.l. 1er trim. 1964
- 1964 : Meurtre au sommet no 866 3e trim. 1964
- 1969 : Les Ruffians (adapté au cinéma par lui-même en 1983 sous le titre Le Ruffian) Série noire no 1247, janvier 1969
- 1977 : Mon ami le traître (adapté au cinéma par lui-même en 1988)
- 1978 : Le Musher
- 1985 : Le Tueur du dimanche

Publications aux éditions Jean-Claude Lattès
- 1982 : Les Loups entre eux (adapté au cinéma par lui-même en 1985)
- 1984 : Un vengeur est passé
- 1987 : Tu boufferas ta cocarde

Publications aux éditions Robert Laffont
- 1995 : Il avait dans le cœur des jardins introuvables, Prix Paul-Léautaud 1995 (adapté au cinéma par lui-même en 2001 sous le titre Mon père, il m'a sauvé la vie)
- 1997 : La Mort du poisson rouge (Prix Charles-Exbrayat 1997 - prix Polar 1997 au Festival Polar de Cognac)
- 1998 : Le Prince sans étoile
- 1999 : Chemins fauves

Publication aux éditions du Rocher
- 2001 : Les Gosses d'abord

Publications aux éditions Fayard
- 2002 : Mes grandes gueules (Mémoires)
- 2003 : Comme un vol de vautours
- 2004 : Le Pardon du grand Nord

### Filmographie

#### En tant que réalisateur
[Sc] : également scénariste
[Di] : également dialoguiste
[OS] : également auteur du roman à l'origine du scénario, avec mention éventuelle du titre du roman

##### Pour le cinéma
- 1967 : La Loi du survivant [Sc, OS : Les Aventuriers]
- 1968 : Le Rapace [Sc]
- 1970 : Dernier Domicile connu [Sc]
- 1971 : Un aller simple [Sc]
- 1971 : Où est passé Tom ? [Sc]
- 1972 : La Scoumoune [Sc, OS : L'Excommunié]
- 1973 : Deux Hommes dans la ville [Sc]
- 1975 : Le Gitan [Sc, OS : Histoire de fou]
- 1976 : Comme un boomerang [Sc]
- 1979 : Les Égouts du paradis [Sc], inspiré des exploits criminels d'Albert Spaggiari
- 1980 : Une robe noire pour un tueur [Sc]
- 1983 : Le Ruffian [Sc, OS : Les Ruffians]
- 1985 : Les Loups entre eux [Sc, OS]
- 1988 : Mon ami le traître [Sc]
- 2001 : Mon père, il m'a sauvé la vie [Sc, OS : Il avait dans le cœur des jardins introuvables]

##### Pour la télévision
- 1977 : Le Renard (Der Alte), épisode : Le Renard frappe deux fois (Der Alte schlägt zweimal zu) [Sc]
- 1988 : La Louve [Sc, Di]
- 1991 : L'Irlandaise
- 1996 : Crime à l'altimètre

#### En tant que scénariste ou dialoguiste uniquement
[Sc] : scénariste
[Di] : dialoguiste
[OS] : auteur du roman à l'origine du scénario, avec mention éventuelle du titre du roman
- 1960 : Le Trou de Jacques Becker [Sc, OS]
- 1960 : Classe tous risques de Claude Sautet [Sc, Di, OS]
- 1961 : Un nommé La Rocca de Jean Becker [Di, OS : L'Excommunié]
- 1962 : Du rififi chez les femmes d'Alex Joffé [Sc]
- 1963 : Symphonie pour un massacre de Jacques Deray [Sc]
- 1963 : Rififi à Tokyo de Jacques Deray [Di]
- 1965 : Les Grandes Gueules de Robert Enrico [Di]
- 1966 : Avec la peau des autres de Jacques Deray [Sc]
- 1966 : L'Homme de Marrakech de Jacques Deray [Sc]
- 1966 : Le Deuxième Souffle de Jean-Pierre Melville [OS]
- 1967 : Les Aventuriers de Robert Enrico [Sc, Di, OS]
- 1968 : Ho ! de Robert Enrico [Sc]
- 1969 : Le Clan des Siciliens d'Henri Verneuil [Sc]
- 2007 : Le Deuxième Souffle d'Alain Corneau [OS]
- 2014 : La Voie de l'ennemi (Two Men In Town) de Rachid Bouchareb [Sc], adaptation américaine de Deux Hommes dans la ville

#### Apparitions dans certains films ou documentaires
- 1963 : Symphonie pour un massacre de Jacques Deray : Moreau
- 2001 : La Repentie de Laetitia Masson : le père de Charlotte
- 2002 : Claude Sautet ou la Magie invisible, documentaire de Nguyen Trung Binh et Dominique Rabourdin (José Giovanni y est interviewé, ainsi que notamment Bertrand Tavernier, Philippe Sarde, Jean-Pierre Marielle, Jean-Paul Rappeneau, Jean-Louis Livi, Jean-Loup Dabadie)[37]